# The Velvet Underground Tarot Cards
The Velvet Underground Tarot Cards je americký černobílý film. Natočil jej výtvarník a režisér Andy Warhol a vystupují v něm členové skupiny The Velvet Underground, jíž byl manažerem. Každý z členů kapely ve filmu čte své tarotové karty. Vedle nich zde vystupují i další lidé z Warholova ateliéru The Factory, jako jsou například Mary Woronov, International Velvet, Eric Emerson, Danny Williams a Ingrid Superstar. Film byl původně promítán jako pozadí při koncertech skupiny v rámci programu Exploding Plastic Inevitable. Snímek byl natočen na 16mm film a jeho délka je 65 minut.